# 椙原健
椙原　健（すぎのはら たけし、1976年11月4日 - ）は、日本の実業家。株式会社CS-Cの創業者 兼 代表取締役社長。

## 経歴
福島県出身。
福島県南相馬市のシャッター街を見て育った事もあり、幼少期から商店街、地域、国の活性化を意識しながら生活をしていた。
福島県立原町高等学校卒業後、日本大学入学。
大学卒業後は証券会社に入社。
2002年12月、コンサルティング会社に入社し、店舗コンサルティング業務に従事。
その後、「店舗×デジタル」をテーマに店舗向けITサービス及び、メディア事業責任者を歴任。
ローカルビジネス（飲食店、美容室・美容サロン、旅館・ホテルなど地域に根付いた店舗ビジネスの総称）の活性化、ビジネスと公益資本主義の両立を目的として、2011年、株式会社CS-Cを設立。2021年12月、同社を東証マザーズへ新規上場させ、2022年4月、東京証券取引所の市場区分見直しに伴い、株式をグロース市場へ移行。
2022年7月、世界最大の起業家コミュニティEO（起業家機構）の日本支部EO Tokyo Centralにて「EO of the year 2022」を受賞。